# Casa Ellis Bishop
La Casa Ellis Bishop Ellis (en inglés: Ellis Bishop House) es una casa histórica ubicada en Rancho Santa Fe en el estado estadounidense de California. La Casa Ellis Bishop Ellis se encuentra inscrita  en el Registro Nacional de Lugares Históricos desde el 5 de enero de 1999.

## Ubicación
Casa Ellis Bishop Ellis se encuentra dentro del condado de San Diego en las coordenadas 33°00′20″N 117°13′43″O / 33.005556, -117.228611.